# هنري كلاي إيفانز
هنري كلاي إيفانز (بالإنجليزية: H. Clay Evans)‏ هو دبلوماسي وسياسي أمريكي، ولد في 18 يونيو 1843 في الولايات المتحدة، وتوفي في 12 ديسمبر 1921 في نفس البلد. حزبياً، نشط في الحزب الجمهوري. وقد انتخب عضو مجلس النواب الأمريكي.